# Ibisse
Die Ibisse oder Sichler (Threskiornithinae) sind eine Unterfamilie der Ibisse und Löffler in der Ordnung Pelecaniformes. Es handelt sich überwiegend um am Wasser lebende Vögel mit langen, gebogenen Schnäbeln.

## Merkmale
Ibisse haben eine Länge von 50 bis 110 cm. Kennzeichnend ist der lange, schlanke und gebogene Schnabel. Dieser dient oft dazu, in schlammigem Grund nach Nahrung zu stochern, bei den Bewohnern eher trockener Habitate wird er auch in Felsspalten eingeführt. Die breiten Flügel ermöglichen einen schnellen, kräftigen Flug.

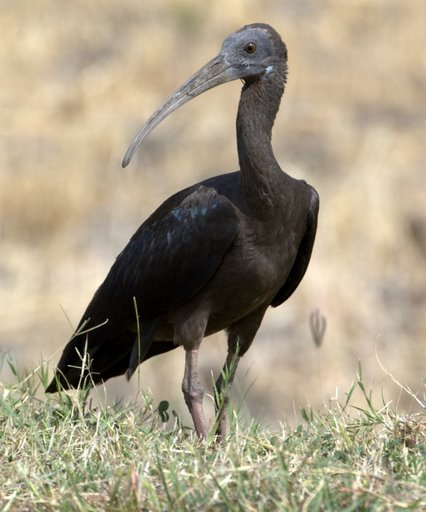
Sichler

## Verbreitung und Lebensraum
Weltweit bewohnen Ibisse die tropischen, subtropischen und gemäßigt-warmen Zonen. Der typische Lebensraum sind Ufer von Seen oder langsam fließenden Flüssen, sowohl in offenen Landschaften als auch in dichten Regenwäldern. Einige Arten leben aber auch in Steppen und Savannen. Die noch existierenden Populationen des Waldrapps leben sogar in felsigen Halbwüsten, bei ihm ist die Wasserbindung am geringsten ausgeprägt.

## Ernährung
Viele Arten fressen Wasserinsekten, Insektenlarven, Kleinkrebse und Mollusken, seltener auch kleine Fische und Amphibien. Die wenigen Arten, die abseits vom Wasser in trockeneren Gegenden leben, ernähren sich hingegen von Heuschrecken, Käfern, Spinnen und Schnecken, seltener auch von Eidechsen, Schlangen und Mäusen. Alle Ibisse nutzen ihren langen Schnabel zur Suche nach Fressbarem, indem sie ihn in Schlamm und Erdboden einführen.

## Fortpflanzung

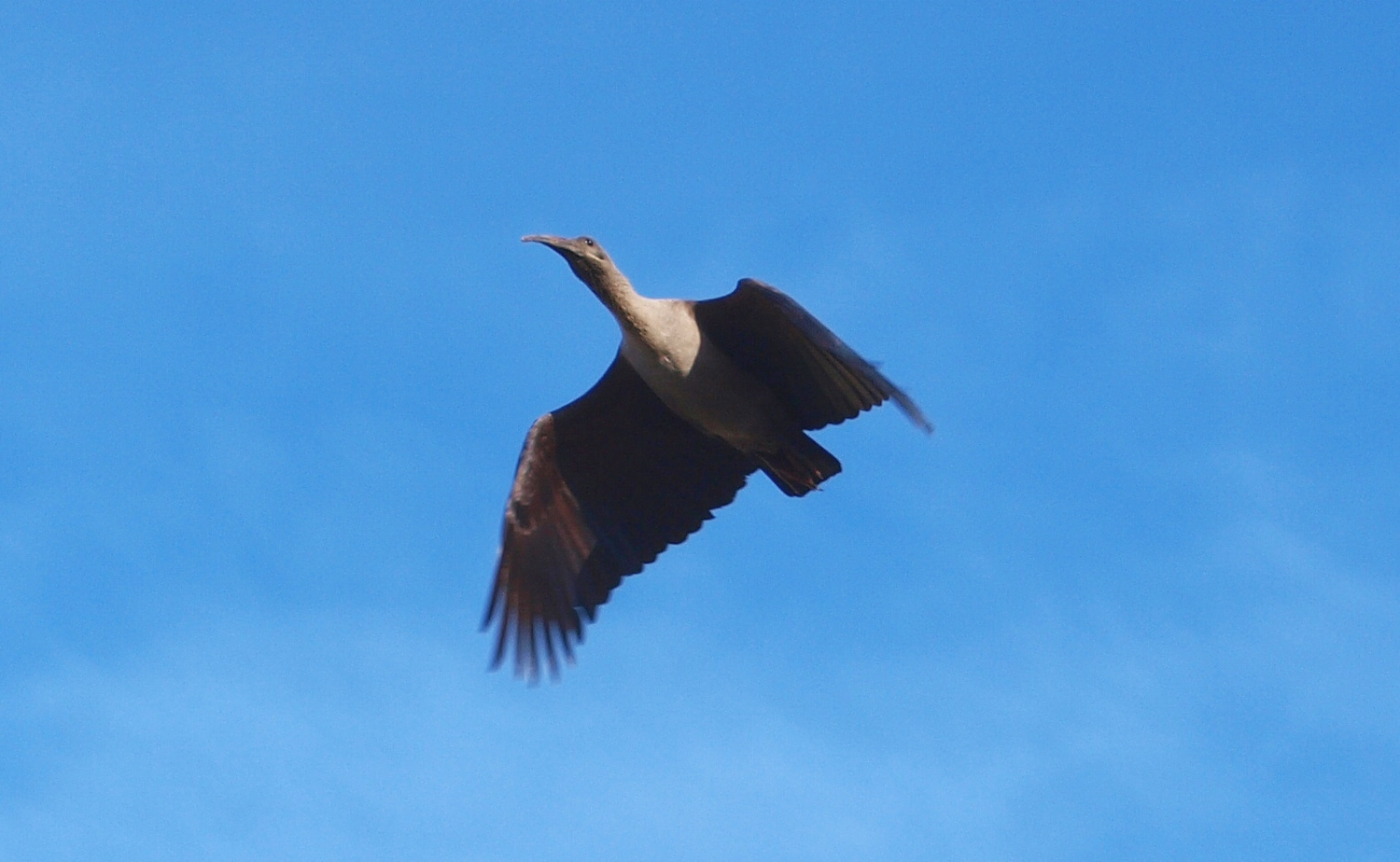
Ibis im Flug

Wegen der großen Übereinstimmung mit der Fortpflanzung der Löffler ist dieses Thema gemeinsam damit unter Ibisse und Löffler abgehandelt.

## Ibisse und Menschen

### Wechselbeziehungen
Eine enge Beziehung zum Ibis hatten die alten Ägypter, die den Gott Thot mit dem Kopf eines Ibisses darstellten. Dass Ibisse alljährlich zu den Überschwemmungen des Nils in Ägypten erschienen, mag der Grund für ihre Verehrung gewesen sein. Ibis-Darstellungen findet man auf Wandmalereien, mumifizierte Ibisse wurden in Gräbern entdeckt. Die Mumifizierung war sehr aufwendig und ging sogar so weit, dass man den einbalsamierten Magen des Tieres mit Vogelfutter füllte. Die mumifizierten Vögel wurden als Weihgeschenke dargebracht und in Felskatakomben platziert. In einer Kultstätte in Sakkara haben Archäologen rund 1,75 Millionen solcher Ibisleichen entdeckt. Ein Missverständnis ist allerdings der Name Heiliger Ibis, der neuzeitlich ist. Die Annahme, dass es sich um den von den alten Ägyptern verehrten Vogel handele, ist nicht belegbar. Tatsächlich dürfte der heilige Ibis der Ägypter der Waldrapp gewesen sein, der in antiker Zeit noch in Ägypten lebte und erst viel später durch den Heiligen Ibis verdrängt wurde.
Wie man aus der Historia Animalium von Conrad Gessner weiß, war der Waldrapp bis ins 16. Jahrhundert auch in den Gebirgen Europas, zum Beispiel in den Alpen, weit verbreitet. Das Aussterben des einzigen mitteleuropäischen Ibisses hatte wahrscheinlich mehrere Ursachen. Bejagung, Landschaftszerstörung und die Abkühlung des Klimas werden als wesentlichste angenommen.

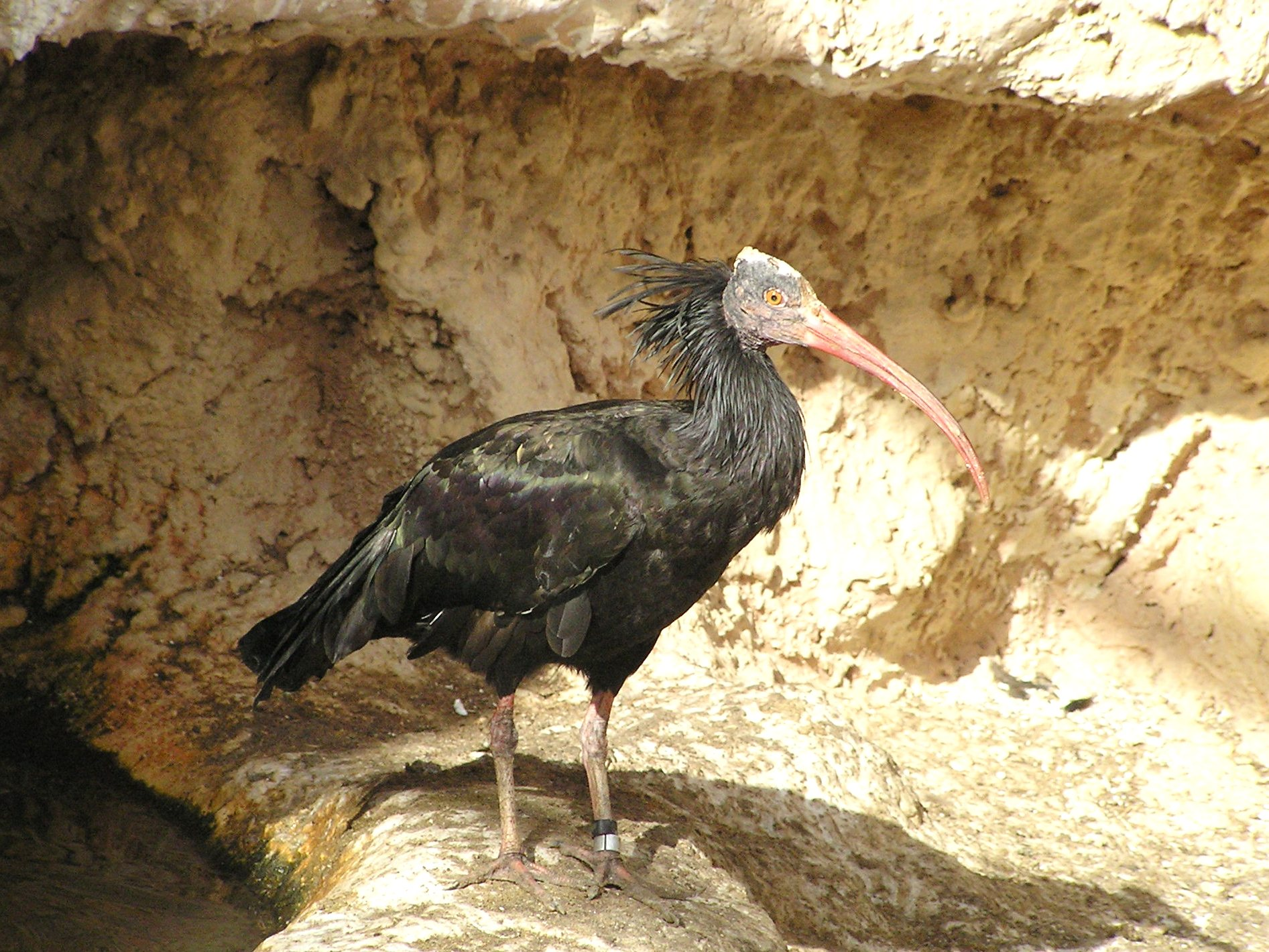
Waldrapp

Ibisse, und auch in diesem Fall wieder Waldrappe, tauchen auch im Zusammenhang mit der biblischen Geschichte der Arche Noah auf, wenn auch nur in einem lokal im Osten Anatoliens verbreiteten Detail. Hier war es ein Ibis, der Noah nach dem Ende der Sintflut vom Berg Ararat talwärts zum oberen Euphrat führte, wo Noah mit seiner Familie sesshaft wurde. Aus diesem Grund wurde auch in der Gegend von Birecik der Ibis mit jährlichen Festen verehrt.

### Bedrohung und Schutz
Der Waldrapp, eine früher im Mittelmeerraum und Mitteleuropa weit verbreitete Art, ist heute vom Aussterben bedroht. Neben der winzigen Kolonie von Birecik und einigen weiteren Vögeln in Syrien lebt dieser Ibis vor allem noch in Marokko. Dort hat seine Zahl wegen intensiver Schutzmaßnahmen wieder zugenommen, doch noch wird er von der IUCN als vom Aussterben bedroht geführt – angesichts der ehemaligen Allgegenwart dieses Vogels eine dramatische Entwicklung.
Weitere Ibisse, die von der IUCN als gefährdet gelistet werden, sind:
Gefährdet: Glattnackenrapp
Stark gefährdet: Madagassischer Heiliger Ibis, Nipponibis (in Japan seit 2003 ausgestorben, letzte Kolonie in Shaanxi vermehrt sich seit einigen Jahren dank strenger Schutzmaßnahmen, weshalb der Vogel seit 2000 nicht mehr als vom Aussterben bedroht gilt).
Vom Aussterben bedroht: Weißschulteribis (nur noch im Süden Vietnams, in Kambodscha und im Zentrum Borneos, einstmals weit über Südostasien verbreitet), Riesenibis (nur noch im Süden Laos und Vietnams sowie Nordkambodscha).
Ausgestorben ist der Réunionibis. Von diesem Tier sind nur Knochenfunde bekannt. Allerdings wird davon ausgegangen, dass dies der bislang rätselhafte Réunion-Solitär oder Weiße Dodo ist, der in alten Berichten auftaucht und den man voreilig als Verwandten des Dodo eingeordnet hatte. Trifft diese Vermutung zu, dann ist der Réunion-Ibis am Anfang des 18. Jahrhunderts ausgestorben.

## Arten
- Threskiornis

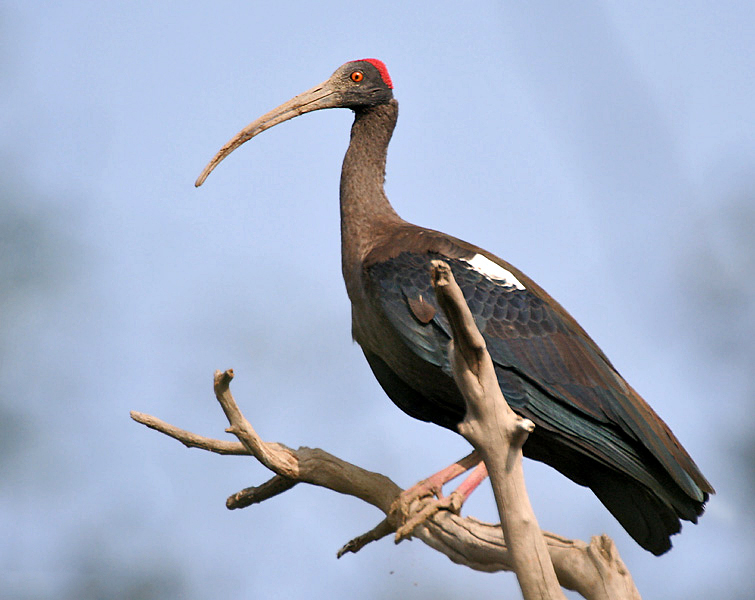
Warzenibis

  - Schwarzkopfibis (T. melanocephalus)
  - Molukkenibis (T. molucca)
  - Stachelibis (T. spinicollis)
  - Heiliger Ibis (T. aethiopicus)
  - Hellaugenibis (T. bernieri)
  - † Réunionibis (T. solitarius)
- Pseudibis
  - Warzenibis (P. papillosa)
  - Weißschulteribis (P. davisoni)
  - Riesenibis (P. gigantea)
- Geronticus
  - Waldrapp (G. eremita)
  - Glattnackenrapp (G. calvus)
- Nipponia
  - Nipponibis (N. nippon)

- Bostrychia
  - Hagedasch (B. hagedash)
  - Klunkeribis (B. carunculata)
  - Fleckenibis (B. rara)
  - Guineaibis (B. olivacea)
  - São-Tomé-Ibis (B. bocagei)
- Theristicus
  - Stirnbandibis (T. caerulescens)
  - Weißhalsibis (T. caudatus)
  - Andenibis (T. branickii)
  - Schwarzzügelibis (T. melanopis)

- Cercibis
  - Langschwanzibis (C. oxycerca)
- Mesembrinibis

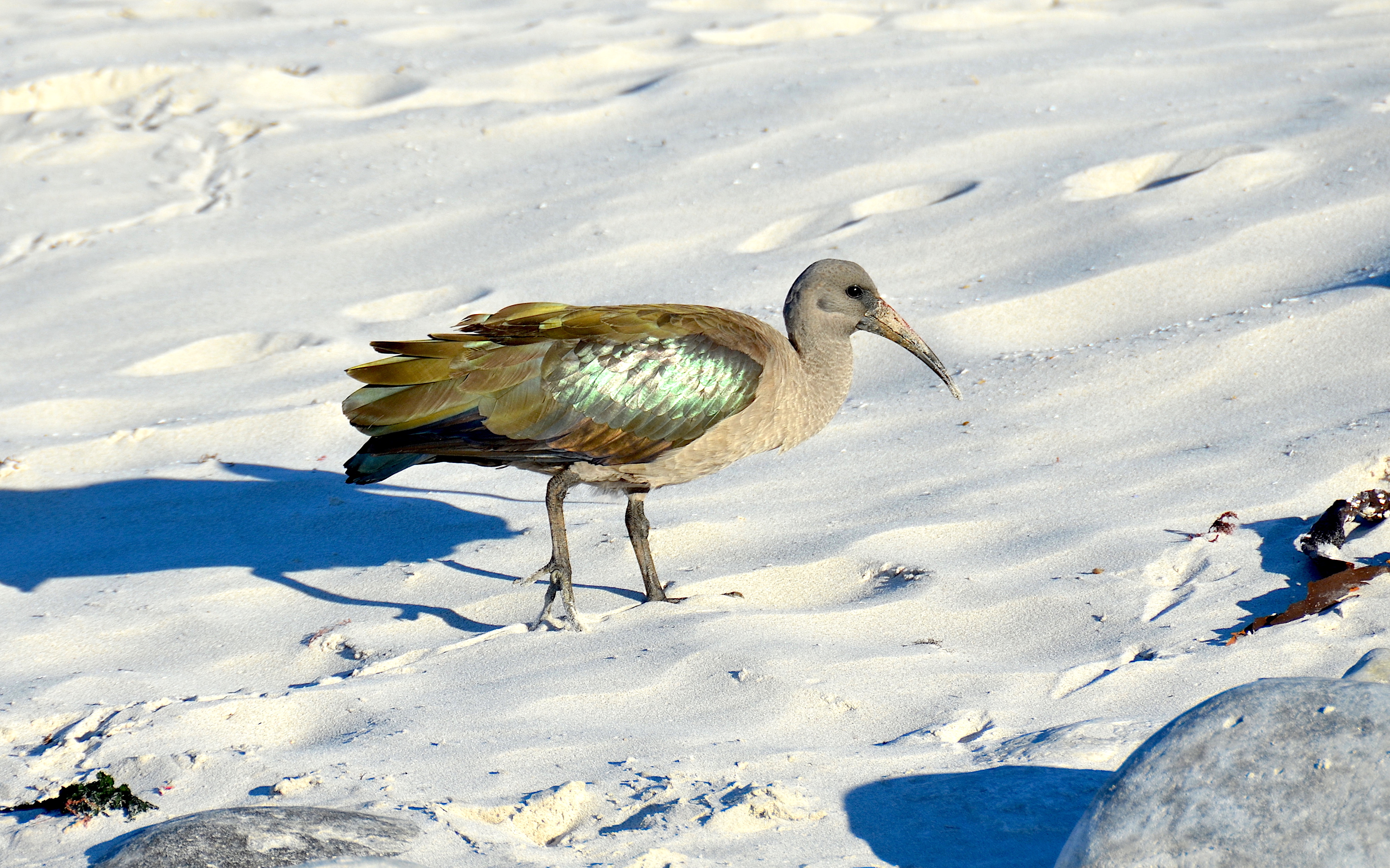
Hagedasch

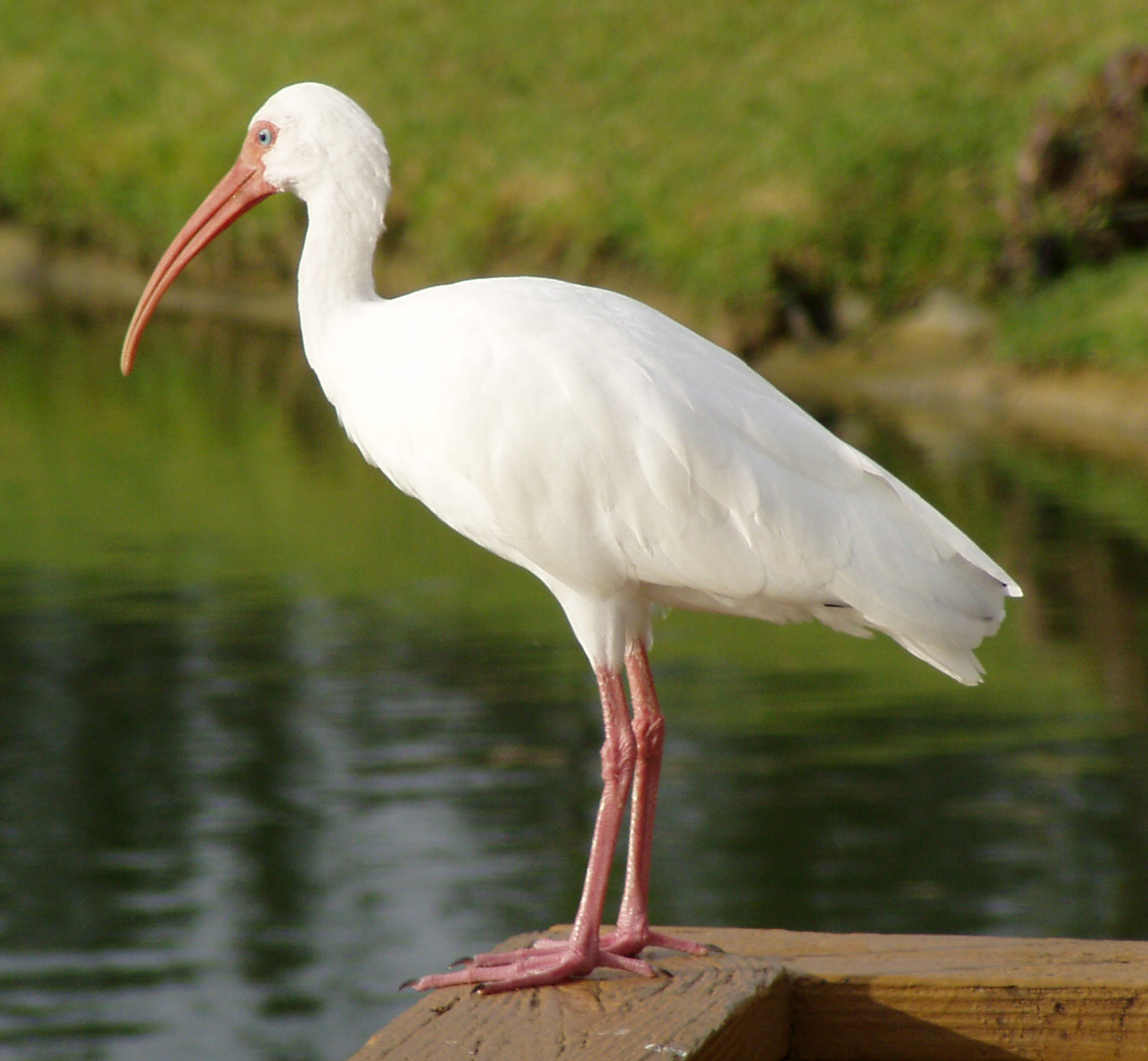
Schneesichler

  - Grünibis oder auch Cayenneibis (M. cayennensis)
- Phimosus
  - Mohrenibis (P. infuscatus)
- Eudocimus
  - Schneesichler (E. albus)
  - Scharlachsichler (E. ruber)
- Plegadis
  - Sichler (P. falcinellus)
  - Brillensichler (P. chihi)
  - Punasichler (P. ridgwayi)

- Lophotibis
  - Schopfibis (L. cristata)
- † Apteribis
  - † Apteribis glenos
  - † Apteribis brevis

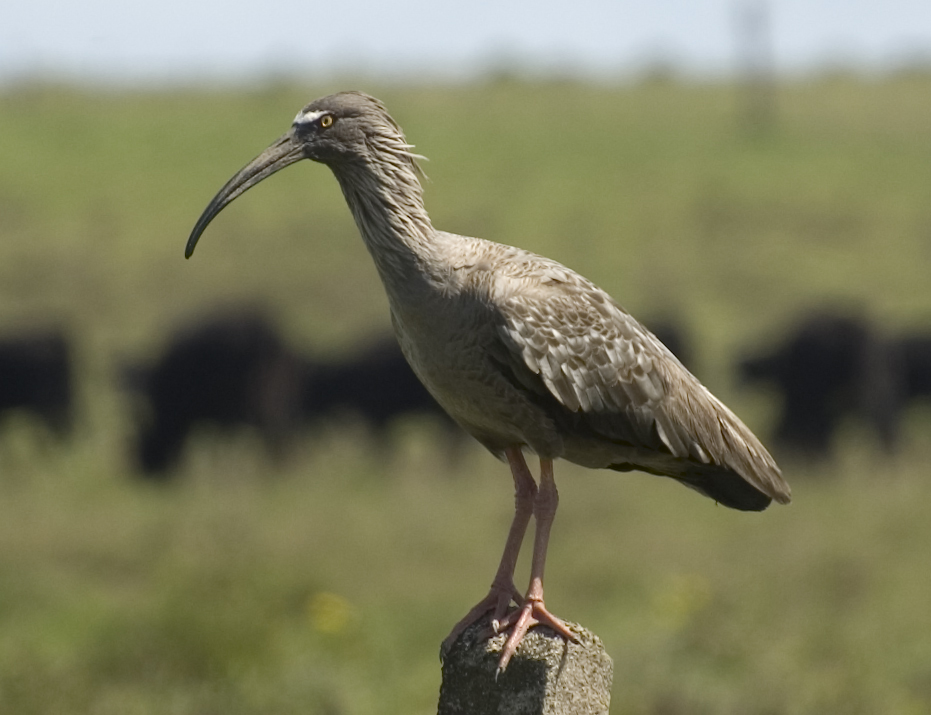
Stirnbandibis

Ursprünglich waren die Ibisse (Threskiornithinae) eine von zwei Unterfamilien in der Familie der Ibisse und Löffler (Threskiornithidae). Sie stellte sich jedoch ohne Einbeziehung der Löffler als paraphyletisch heraus, womit die Verwendung der zwei Unterfamilien aufgegeben werden musste. Stattdessen kann man innerhalb der Familie der Ibisse und Löffler zwei Kladen unterscheiden, eine nur in der Neuen Welt vorkommende bestehend aus den Gattungen Eudocimus, Phimosus, Theristicus und eine fast weltweit verbreitete mit den übrigen Gattungen einschließlich der Löffler. Beide Evolutionslinien trennten sich schon vor 39 bis 42 Millionen Jahren voneinander.